# Pietro Parolin
Pietro Parolin ([ˈpjetro paroˈliŋ] Schiavon, 17 januari 1955) is een Italiaans geestelijke en een kardinaal van de Rooms-Katholieke Kerk. Sinds 2013 is hij kardinaal-staatssecretaris.

## Levensloop
Parolin werd op 27 april 1980 priester gewijd. Daarna studeerde hij canoniek recht. In 1986 trad hij toe tot de diplomatieke dienst van de Romeinse Curie. Hij was als diplomaat werkzaam op de nuntiaturen in Nigeria en Mexico, en in Vaticaanstad als landendirecteur voor Spanje, Andorra, Italië en San Marino. In 2002 volgde zijn benoeming tot ondersecretaris op het secretariaat voor de Relaties met Staten.
In 2009 werd Parolin benoemd tot apostolisch nuntius voor Venezuela en titulair aartsbisschop van Aquipendium. Zijn bisschopswijding vond plaats op 12 september 2009.
Parolin werd ingaande 15 oktober 2013 benoemd tot staatssecretaris als opvolger van Tarcisio Bertone, die op dezelfde datum was afgetreden.
Net zoals paus Franciscus heeft Parolin erop gewezen dat het celibaat een discipline is die kan worden gewijzigd, maar dat die niet simpelweg als achterhaald kan worden afgewezen. In een toespraak op de Pauselijke Gregoriaanse Universiteit in februari 2016 verdedigde kardinaal Parolin het celibaat als een geschenk dat moet worden ontvangen en gevoed worden met vreugdevolle volharding. Hij bekritiseerde pogingen om het celibaat af te schaffen als oplossing voor het tekort aan priesterroepingen.
Parolin heeft er ook op gewezen dat de Kerk geen democratisch instituut is, maar wel rekening moet houden met de democratische geest van de tijd.
Parolin werd tijdens het consistorie van 22 februari 2014 kardinaal gecreëerd. Hij kreeg de rang van kardinaal-priester. Zijn titelkerk werd de Santi Simone e Giuda Taddeo a Torre Angela; het was de eerste keer dat deze kerk als titelkerk werd aangemerkt.
Parolin was op 16 en 17 mei 2014 in Roermond in verband met de bisschopswijding van curiediplomaat Bert van Megen in de Sint-Christoffelkathedraal. Het was de eerste keer dat een kardinaal-staatssecretaris Nederland bezocht.
In mei 2015 betoonde kardinaal Parolin zich diep geschokt door de uitslag van het referendum over het homohuwelijk in Ierland dat een grote meerderheid opleverde ten gunste van het homohuwelijk. Hij noemde het homohuwelijk een "nederlaag voor de mensheid". Parolin was een pleitbezorger voor het geheime akkoord van 2018 tussen het Vaticaan en China. Dit akkoord leidde tot kritiek vanuit de ondergrondse Chinese kerk en binnen de wereldwijde kerk.
Op 28 juni 2018 werd Parolin bevorderd tot kardinaal-bisschop van Santi Simone e Giuda Taddeo a Torre Angela, zonder toekenning van een suburbicair bisdom.

## Pausverkiezing 2025
Pietro Parolin was als kardinaal tijdens het conclaaf na het overlijden van Paus Franciscus aanvankelijk de favoriet  -volgens de bookmakers en de media wereldwijd - voor het pauselijke ambt, maar het was kardinaal Robert Francis Prevost, die uiteindelijk tot paus gekozen werd.
- Biblioteca Nacional de España: XX5845289
- Bibliothèque nationale de France: cb17745788j (data)
- Gemeinsame Normdatei: 1042935661
- International Standard Name Identifier: 0000 0004 2342 8018
- Library of Congress Control Number: n2021038229
- Nationale Bibliotheek van Tsjechië: xx0267941
- Istituto Centrale per il Catalogo Unico: PARV572976
- Système universitaire de documentation: 192441965
- Virtual International Authority File: 305407208